# Capitonius gerasinorum
Capitonius gerasinorum är en stekelart som först beskrevs av John Obadiah Westwood 1882.  Capitonius gerasinorum ingår i släktet Capitonius och familjen bracksteklar. Inga underarter finns listade.